# Texas Derby
Il Texas Derby, spesso italianizzato in Derby del Texas, è la rivalità calcistica che intercorre tra le due franchigie Major League Soccer più storiche del Texas, ovvero il Dallas e la Houston Dynamo. Oltre che per la predominanza all'interno del proprio Stato, le due squadre giocano anche per un trofeo: il vincitore della serie stagionale si porta infatti a casa El Capitán, la replica di un cannone del XVIII secolo.

## Vincitore diEl Capitánper anno
Vince il trofeo a forma di cannone ogni anno la squadra che accumula il maggior numero di punti al termine dei derby della stagione regolare della MLS. In caso di parità, l'applicazione dei seguenti criteri, nell'ordine, decreta il vincitore:
- Differenza reti negli scontri diretti stagionali.
- Vincitore dello scontro diretto nei playoff MLS (se applicabile).
- Vincitore della serie nella CONCACAF Champions League (se applicabile).
- Vincitore dello scontro diretto nella U.S. Open Cup (se applicabile).
- In caso di ulteriore parità, il trofeo viene mantenuto dall'ultimo vincitore.

| Anno | Vincitore      | Punteggio | Reti totali |
| ---- | -------------- | --------- | ----------- |
| 2006 | Houston Dynamo | 7-4       | 6-5         |
| 2007 | Houston Dynamo | 10-1      | 6-1         |
| 2008 | FC Dallas      | 3-3       | 6-6         |
| 2009 | Houston Dynamo | 6-3       | 4-2         |
| 2010 | FC Dallas      | 4-1       | 2-1         |
| 2011 | Houston Dynamo | 4-1       | 3-2         |
| 2012 | Houston Dynamo | 3-0       | 2-1         |
| 2013 | FC Dallas      | 3-0       | 3-2         |
| 2014 | FC Dallas      | 3-0       | 4-1         |
| 2015 | FC Dallas      | 9-0       | 10-2        |
| 2016 | Houston Dynamo | 4-4       | 7-4         |
| 2017 | Houston Dynamo | 3-3       | 4-4         |
| 2018 | FC Dallas      | 5-2       | 6-4         |
| 2019 | FC Dallas      | 3-3       | 6-3         |
| 2020 | FC Dallas      | 7-4       | 5-3         |
| 2021 | Houston Dynamo | 5-2       | 6-5         |

### Scontri diretti
| #  | Data       | Competizione       | Stadio               | In casa        | Risultato   | In trasferta   | Marcatori Houston Dynamo                   | Marcatori FC Dallas                      | Spettatori |
| -- | ---------- | ------------------ | -------------------- | -------------- | ----------- | -------------- | ------------------------------------------ | ---------------------------------------- | ---------- |
| 1  | 06/05/2006 | MLS 2006           | Robertson Stadium    | Houston Dynamo | 4 – 3       | FC Dallas      | Clark, Ching, De Rosario (2)               | Ruiz, Núñez, Moor                        | 21 448     |
| 2  | 13/05/2006 | MLS 2006           | Pizza Hut Park       | FC Dallas      | 1 – 1       | Houston Dynamo | (aut.) Goodson                             | Ruiz                                     | 12 756     |
| 3  | 12/08/2006 | MLS 2006           | Robertson Stadium    | Houston Dynamo | 1 – 0       | FC Dallas      | Waibel                                     |                                          | 10 964     |
| 4  | 23/08/2006 | U.S. Open Cup 2006 | Carl Lewis Stadium   | Houston Dynamo | 3 – 0       | FC Dallas      | Robinson, Moreno, Wondowlowski             |                                          | 4 000      |
| 5  | 02/09/2006 | MLS 2006           | Pizza Hut Park       | FC Dallas      | 1 – 0       | Houston Dynamo |                                            | Álvarez                                  | 14 316     |
| 6  | 03/06/2007 | MLS 2007           | Robertson Stadium    | Houston Dynamo | 2 – 1       | FC Dallas      | Clark, Ngwenya                             | Thompson                                 | 13 199     |
| 7  | 30/06/2007 | MLS 2007           | Pizza Hut Park       | FC Dallas      | 0 – 0       | Houston Dynamo |                                            |                                          | 13 887     |
| 8  | 19/08/2007 | MLS 2007           | Robertson Stadium    | Houston Dynamo | 1 – 0       | FC Dallas      | Ching                                      |                                          | 19 501     |
| 9  | 30/09/2007 | MLS 2007           | Pizza Hut Park       | FC Dallas      | 0 – 3       | Houston Dynamo | De Rosario, Robinson, Holden               |                                          | 17 366     |
| 10 | 27/10/2007 | MLS 2007 playoff   | Pizza Hut Park       | FC Dallas      | 1 – 0       | Houston Dynamo |                                            | Goodson                                  | 12 537     |
| 11 | 02/11/2007 | MLS 2007 playoff   | Robertson Stadium    | Houston Dynamo | 4 – 1 (dts) | FC Dallas      | Holden, Ching (2), Davis                   | Ruiz                                     | 30 088     |
| 12 | 06/04/2008 | MLS 2008           | Robertson Stadium    | Houston Dynamo | 3 – 3       | FC Dallas      | Caraccio, Ching, Cameron                   | Cooper (2), Álvarez                      | 20 102     |
| 13 | 28/05/2008 | MLS 2008           | Pizza Hut Park       | FC Dallas      | 2 – 2       | Houston Dynamo | Ashe, De Rosario                           | Cooper, Moor                             | 8 541      |
| 14 | 26/06/2008 | MLS 2008           | Robertson Stadium    | Houston Dynamo | 1 – 1       | FC Dallas      | Ching                                      | Cooper                                   | 16 933     |
| 15 | 09/05/2009 | MLS 2009           | Robertson Stadium    | Houston Dynamo | 1 – 0       | FC Dallas      | Kamara                                     |                                          | 16 932     |
| 16 | 13/06/2009 | MLS 2009           | Pizza Hut Park       | FC Dallas      | 1 – 3       | Houston Dynamo | Weaver (2), Mulrooney                      | Moor                                     | 8 580      |
| 17 | 06/08/2009 | MLS 2009           | Pizza Hut Park       | FC Dallas      | 1 – 0       | Houston Dynamo |                                            | Cunningham                               | 7 442      |
| 18 | 27/03/2010 | MLS 2010           | Pizza Hut Park       | FC Dallas      | 1 – 1       | Houston Dynamo | Chabala                                    | Harris                                   | 8 018      |
| 19 | 05/05/2010 | MLS 2010           | Robertson Stadium    | Houston Dynamo | 0 – 1       | FC Dallas      |                                            | Ihemelu                                  | 13 231     |
| 20 | 28/05/2011 | MLS 2011           | Robertson Stadium    | Houston Dynamo | 2 – 2       | FC Dallas      | Weaver, Clark                              | Jacobson, ihemelu                        | 16 709     |
| 21 | 24/09/2011 | MLS 2011           | Pizza Hut Park       | FC Dallas      | 0 – 1       | Houston Dynamo | Cameron                                    |                                          | 10 849     |
| 22 | 16/06/2012 | MLS 2012           | BBVA Compass Stadium | Houston Dynamo | 2 – 1       | FC Dallas      | Bruin, Moffat                              | Jackson                                  | 22 039     |
| 23 | 17/03/2013 | MLS 2013           | FC Dallas Stadium    | FC Dallas      | 3 – 2       | Houston Dynamo | Driver, Davis                              | John, Jacobson, Cooper                   | 15 623     |
| 24 | 12/06/2013 | U.S. Open Cup 2013 | FC Dallas Stadium    | FC Dallas      | 3 – 0       | Houston Dynamo |                                            | Cooper (2), Loyd                         | 4 000      |
| 25 | 05/04/2014 | MLS 2014           | BBVA Compass Stadium | Houston Dynamo | 1 – 4       | FC Dallas      | Clark                                      | Michel, Watson (2), (aut.) Barnes        | 22 202     |
| 26 | 24/06/2014 | U.S. Open Cup 2014 | BBVA Compass Stadium | Houston Dynamo | 2 – 3 (dts) | FC Dallas      | Barnes, Cummings                           | Castillo, Escobar, Akindele              | 2 083      |
| 27 | 01/05/2015 | MLS 2015           | BBVA Compass Stadium | Houston Dynamo | 1 – 4       | FC Dallas      | Barnes                                     | Hollingshead, Texiera, Díaz, Castillo    | 19 975     |
| 28 | 26/06/2015 | MLS 2015           | Toyota Stadium       | FC Dallas      | 2 – 0       | Houston Dynamo |                                            | (aut.) Taylor, Castillo                  | 15 037     |
| 29 | 04/10/2015 | MLS 2015           | Toyota Stadium       | FC Dallas      | 4 – 1       | Houston Dynamo | Clark                                      | Díaz, Texiera (2), Acosta                | 11 000     |
| 30 | 12/03/2016 | MLS 2016           | BBVA Compass Stadium | Houston Dynamo | 5 – 0       | FC Dallas      | Horst, (aut.) Hedges, Clark, Wenger, Bruin |                                          | 21 601     |
| 31 | 02/06/2016 | MLS 2016           | Toyota Stadium       | FC Dallas      | 1 – 1       | Houston Dynamo | Clark                                      | Hollingshead                             | 13 457     |
| 32 | 20/07/2016 | U.S. Open Cup 2016 | BBVA Compass Stadium | Houston Dynamo | 0 – 1       | FC Dallas      |                                            | Castillo                                 | 10 150     |
| 33 | 27/08/2016 | MLS 2016           | BBVA Compass Stadium | Houston Dynamo | 1 – 3       | FC Dallas      | Alex                                       | Díaz, Barrios (2)                        | 18 769     |
| 34 | 28/05/2017 | MLS 2017           | Toyota Stadium       | FC Dallas      | 0 – 0       | Houston Dynamo |                                            |                                          | 15 055     |
| 35 | 23/06/2017 | MLS 2017           | BBVA Compass Stadium | Houston Dynamo | 1 – 1       | FC Dallas      | Torres                                     | Urruti                                   | 22 115     |
| 36 | 23/08/2017 | MLS 2017           | Toyota Stadium       | FC Dallas      | 3 – 3       | Houston Dynamo | Sánchez, Torres (2)                        | Akindele, Figueroa, Urruti               | 13 339     |
| 37 | 21/07/2018 | MLS 2018           | BBVA Compass Stadium | Houston Dynamo | 1 – 1       | FC Dallas      | Manotas                                    | Hedges                                   | 19 295     |
| 38 | 23/08/2018 | MLS 2018           | BBVA Compass Stadium | Houston Dynamo | 1 – 1       | FC Dallas      | Peña                                       | Barrios                                  | 16 544     |
| 39 | 01/09/2018 | MLS 2018           | Toyota Stadium       | FC Dallas      | 4 – 2       | Houston Dynamo | Manotas, Elis                              | Barrios, Mosquera (2), Ziegler           | 16 835     |
| 40 | 04/05/2019 | MLS 2019           | BBVA Compass Stadium | Houston Dynamo | 2 – 1       | FC Dallas      | Manotas (2)                                | Badji                                    | 16 521     |
| 41 | 25/08/2019 | MLS 2019           | Toyota Stadium       | FC Dallas      | 5 – 1       | Houston Dynamo | Rodríguez                                  | Ziegler, Ferreira, Ondrášek (2), Barrios | 15 452     |
| 42 | 21/08/2020 | MLS 2020           | BBVA Compass Stadium | Houston Dynamo | 0 – 0       | FC Dallas      |                                            |                                          | 0          |
| 43 | 12/09/2020 | MLS 2020           | Toyota Stadium       | FC Dallas      | 2 – 1       | Houston Dynamo | Rodríguez                                  | Ricaurte, Jara                           | 222        |
| 44 | 07/10/2020 | MLS 2020           | BBVA Compass Stadium | Houston Dynamo | 2 – 0       | FC Dallas      | Quintero, Cerén                            |                                          | 1 582      |
| 45 | 31/10/2020 | MLS 2020           | Toyota Stadium       | FC Dallas      | 3 – 0       | Houston Dynamo |                                            | Jara, Picault (2)                        | 4 028      |
| 46 | 08/05/2021 | MLS 2020           | Toyota Stadium       | FC Dallas      | 1 – 1       | Houston Dynamo | Picault                                    | Obrian                                   | 8 749      |
| 47 | 21/08/2021 | MLS 2020           | BBVA Compass Stadium | Houston Dynamo | 2 – 2       | FC Dallas      | Picault, Vera                              | Tafari, Pepi                             | 13 548     |
| 48 | 18/09/2021 | MLS 2020           | BBVA Compass Stadium | Houston Dynamo | 3 – 2       | FC Dallas      | Dorsey, Picault, Quintero                  | Obrian (2)                               | 12 353     |
| 49 | 23/04/2022 | MLS 2022           | Toyota Stadium       | FC Dallas      | 2 – 1       | Houston Dynamo | Ferreira                                   | Ntsabeleng, Quignón                      | 15 792     |
| 50 | 09/07/2022 | MLS 2022           | PNC Stadium          | Houston Dynamo | 2 – 2       | FC Dallas      | Úlfarsson, Hadebe                          | Hedges, Ferreira                         | 21 284     |

## Statistiche
Aggiornate al 18 settembre 2021.

### Incontri
|                       | Vittorie Dallas | Pareggi | Vittorie Dynamo | Reti Dallas | Reti Dynamo |
| --------------------- | --------------- | ------- | --------------- | ----------- | ----------- |
| Stagione Regolare MLS | 13              | 16      | 13              | 66          | 60          |
| Playoff MLS           | 1               | 0       | 1               | 2           | 4           |
| U.S. Open Cup         | 3               | 0       | 1               | 7           | 5           |
| Totale                | 17              | 16      | 15              | 75          | 69          |

### Titoli
| Squadra        | Campionati MLS | MLS Supporters' Shield | U.S. Open Cup | CONCACAF Champions' Cup | Totale |
| -------------- | -------------- | ---------------------- | ------------- | ----------------------- | ------ |
| FC Dallas      | 0              | 1                      | 2             | 0                       | 3      |
| Houston Dynamo | 2              | 0                      | 1             | 0                       | 3      |

## Cannonieri
| Posizione | Nome              | Squadra        | Reti segnate |
| --------- | ----------------- | -------------- | ------------ |
| 1         | Brian Ching       | Houston Dynamo | 6            |
| 1         | Ricardo Clark     | Houston Dynamo | 6            |
| 2         | Michael Barrios   | FC Dallas      | 5            |
| 2         | Kenny Cooper      | FC Dallas      | 5            |
| 2         | Fabrice Picault   | Houston Dynamo | 5            |
| 3         | Dwayne De Rosario | Houston Dynamo | 4            |
| 3         | Fabian Castillo   | FC Dallas      | 4            |
| 3         | Mauro Manotas     | Houston Dynamo | 4            |